# Тријумф воље
Тријумф воље (енгл. Triumph of the Will) је нацистички пропагандни филм из 1935, који је осмислила и режирала Лени Рифенштал. 

## Тема
Тријумф воље је документарни филм који приказује Конгрес нацистичке партије одржан у Нирнбергу 1934, коме је присуствовало више од 700.000 нацистичких присталица. 

Филм садржи одломке говора које су на Конгресу одржале нацистичке вође, укључујући Адолфа Хитлера, Рудолфа Хеса и Јулијуса Штрајхера, између којих су масовни снимци окупљених СС и СА трупа, као и реакције публике. Хитлер је наручио филм, и био је незванични извршни продуцент: његово име појављује се у уводној шпици. Главна тема филма је повратак Немачке међу велике силе, са Хитлером као вођом који ће вратити славу нацији. Пошто је филм сниман после Ноћи дугих ножева (1934), многе истакнуте вође СА нису присутне у филму, побијене у партијској чистки коју је организовао Хитлер у намери да замени СА са јединицама СС као главном паравојном формацијом.
Тријумф воље изашао је 1935. и постао је изврстан пример пропагандног филма, оставши до данас један од најуспешнијих пропагандних филмова у историји. Лени Рифенштал је лично режирала неке сцене, које су испробаване и до 50 пута. Освојила је више награда, не само у Немачкој, него и у САД, Француској и Шведској. Филм је био популаран у Трећем рајху, и имао је великог утицаја на филмове, документарце и рекламе до данас.

## Цитати

### Пролог
5. септембра 1934.
20 година од избијања Светског рата,
16 година од почетка немачке патње,
19 месеци од почетка немачког препорода,
полетео је Адолф Хитлер поново у Нирнберг да
одржи параду својих верних.

### О моћи
Наша је воља да ова држава и ово царство мора да траје хиљадама година.

- Хитлер

### О раду
Рад неће више бити узрок поделе, него јединства,
и у Немачкој неће бити никог ко ће сматрати физички рад
мање вредним од било које друге врсте рада.

- Хитлер

### О равноправности
Ми хоћемо уједињену нацију, и ви, децо моја, треба да постанете та нација.
У будућности, не желимо да видимо класе и касте, и ви не смете дозволити
да се оне формирају међу вама. Једног дана, желимо да видимо једну нацију.

- Хитлер